# Манохин, Борис Викторович
Борис Викторович Манохин (17 апреля 1937 — 26 апреля 1998, Екатеринбург) — советский и российский тренер по баскетболу. Заслуженный тренер РСФСР.

## Биография
Родился 17 апреля 1937 года на Урале.
В 1958 году окончил Челябинский государственный педагогический институт. Сразу после его окончания попал на работу учителем физкультуры в одной из общеобразовательных школ города Свердловска. Затем трудился в качестве тренера-преподавателя по баскетболу в свердловской специализированной детской спортивной школе олимпийского резерва № 3.
В течение многих лет работал вместе с игроками баскетбольного клуба «Уралмаш», а также в добровольном спортивном обществе «Труд». За долгие годы тренерской работы под его руководством прошли подготовку многие спортсмены. Был первым тренером заслуженного мастера спорта СССР, призёра Олимпийских игр 1976 и 1980 года и чемпиона Мира по баскетболу Александра Мышкина, а также спортсмена и арбитра международной категории Александра Романова.
За свои успехи на спортивном поприще присвоено почётное звание «Заслуженный тренер РСФСР» по баскетболу.
Скончался 26 апреля 1998 года в Екатеринбурге. Похоронен на Широкореченском кладбище.
В октябре 2016 года в Екатеринбурге прошёл турнир по баскетболу среди юниоров, посвящённый памяти Бориса Манохина.